# Anciens libéraux
Les anciens libéraux désignent les libéraux qui, après 1849, s'inscrivent dans la tradition du libéralisme constitutionnel modéré du Vormärz et de la révolution de 1848/49. Au sens étroit, le terme est utilisé pour désigner un groupe parlementaire à la Chambre des représentants de Prusse. Leur origine est la fraction Vincke dans les années 1850. Ses députés, s'ils n'ont pas déjà rejoint le Parti progressiste en 1861, leurs députés sont absorbés dans les libéraux nationaux ou dans le Parti conservateur libre après 1866.

## Concept et délimitation
Le terme ancien libéral est contemporain et est utilisé, entre autres, par Robert von Mohl après 1849 pour décrire les partisans d'un système de gouvernement constitutionnel. Le terme est également utilisé pour décrire d'autres personnes. C'est ainsi que les démocrates qualifient les « retardataires » de leurs revendications. Cette utilisation reflète que la revendication du libéralisme en tant que mouvement politique global commence à se diviser le long de diverses lignes de fracture idéologiques. Après que le camp libéral se soit encore différencié dans les années 1860, le terme anciens libéraux désigne le groupe entre les libéraux de gauche du Parti progressiste et les libéraux nationaux.

## Ancienne faction libérale en Prusse
À la Chambre des représentants de Prusse, la faction Vincke, du nom de Georg von Vincke, qui émerge au milieu des années 1850, est un groupe considéré comme ancien libéral au sens général. Au parlement, elle représente d'abord la gauche, car les libéraux et les démocrates de gauche sont en partie exposés à la répression de l'ère réactionnaire ou ne participent pas aux élections pour protester contre cette politique. Ce n'est qu'avec le début de l'ère nouvelle que les libéraux de gauche recommencent à participer à la vie politique. Leurs députés rejoignent initialement le groupe parlementaire Vincke.
De 1858 à 1861, le groupe parlementaire Vincke est majoritaire à la Chambre des représentants. Aux élections de 1858, les anciens libéraux représentent 58 % de députés. Pendant ce temps, les anciens libéraux ont la plus grande influence politique. Les ministres du gouvernement sont proches d'eux ou de l'hebdomadaire libéral-conservateur du parti. Le ministre de l'Intérieur, Maximilian von Schwerin-Putzar, et le ministre des Finances, Robert von Patow, sont d'anciens libéraux.
À long terme, cependant, les divergences au sein du groupe parlementaire ne peuvent pas être comblées. L'aile gauche présente un programme qui appelle à une orientation libérale plus claire. Cependant, la majorité du groupe rejette cela. Le résultat fait une scission de 19 députés en février 1861, qui fusionnent pour former la faction Forckenbeck, du nom de Max von Forckenbeck. Peu de temps après, le Parti progressiste émerge de ce groupe, avec des membres de l'Association nationale allemande. Cette scission affaiblit nettement les anciens libéraux. Aux élections de 1861, ils obtiennent 40 % avec le centre gauche, tandis que le Parti progressiste obtient 29,5 %. En 1865, le rapport est de 30 % et 40 %. Cependant, lors des élections de 1866, qui ont lieu au milieu de l'ambiance patriotique de la guerre austro-prussienne, les anciens libéraux réalisent des gains considérables aux dépens des libéraux de gauche. Après cette élection, la faction ancienne libérale se forme autour de Vincke à la Chambre des représentants.

## Fin
La fondation du Parti national-libéral à partir de novembre 1866 affaiblit les anciens libéraux au sens large et étroit. Un reste des anciens libéraux est représenté dans le premier Reichstag de l'Empire allemand de 1871 à 1874 en tant que groupe parlementaire du parti libéral impérial. Dans la mesure où leurs représentants sont réélus, ils sont absorbés par les nationaux-libéraux ou le Parti conservateur libre.